# نونادسیلیک اسید
نونادسیلیک اسید (به انگلیسی: Nonadecylic acid) با فرمول شیمیایی CH۳(CH۲)۱۸COOH یک ترکیب شیمیایی با شناسه پاب‌کم ۱۲۵۹۱ است. که جرم مولی آن 298.50382 g/mol می‌باشد. شکل ظاهری این ترکیب، پودر یا بلورهای سفید است.